# Katalog WWW Google
Katalog WWW Google – katalog stron WWW udostępniany przez amerykańską firmę Google Inc. w postaci usługi powiązanej (w formie podstrony) z wyszukiwarką Google. Produkt opatrzony tytułem Google Katalog nosił podtytuł "Sieć uporządkowana tematycznie według kategorii". Katalog zawierający uporządkowane tematycznie i opisane strony internetowe udostępniane w ramach wolnej licencji Open content przez katalog Open Directory Project (ODP). Katalog ODP co tydzień udostępniał plik z pełną zawartością w formacie opartym na RDF, m.in. stąd regułą była zwłoka (często kilkutygodniowa i dłuższa) w aktualizacji katalogu Google. Poza opóźnieniem w aktualizowaniu zasobów, katalog Google różnił się od źródłowego katalogu ODP:
- szatą graficzną,
- układem kategorii (uporządkowane są alfabetycznie, podczas gdy w ODP w ramach poszczególnych kategorii stosowany jest wewnętrzny podział tematyczny grupujący podkategorie wyróżnione według różnych kryteriów),
- możliwością prezentacji wykazów stron w kolejności alfabetycznej lub według Google PageRank.

W 2008 r. po zmianie głównej kategorii katalogu stron polskich w ODP (z "World/Polska" na "World/Polski") odsyłacze w katalogu Google nie funkcjonowały (błąd usunięto po aktualizacji katalogu).
20. lipca 2011 r. Google bez zapowiedzi zakończyło świadczenie usługi Katalog, odwiedzający kierowani byli do 2017 r. do alternatywnego dmoz.